# Cañete la Real
Cañete la Real – gmina w Hiszpanii, w prowincji Malaga, w Andaluzji, o powierzchni 165,24 km². W 2011 roku gmina liczyła 1901 mieszkańców.